# Chiesa di Santa Giovanna Antida Thouret
La chiesa di Santa Giovanna Antida Thouret è un luogo di culto cattolico della città di Roma, situato nel quartiere Della Vittoria, in via Circonvallazione Clodia.
La chiesa, costruita nella prima metà del XX secolo, è annessa all'attigua Curia generalizia della congregazione delle Suore della Carità, fondate dalla religiosa francese Jeanne-Antide Thouret, a cui è dedicata la chiesa.
La festa è il 23 maggio con Messa e processione.

## Descrizione

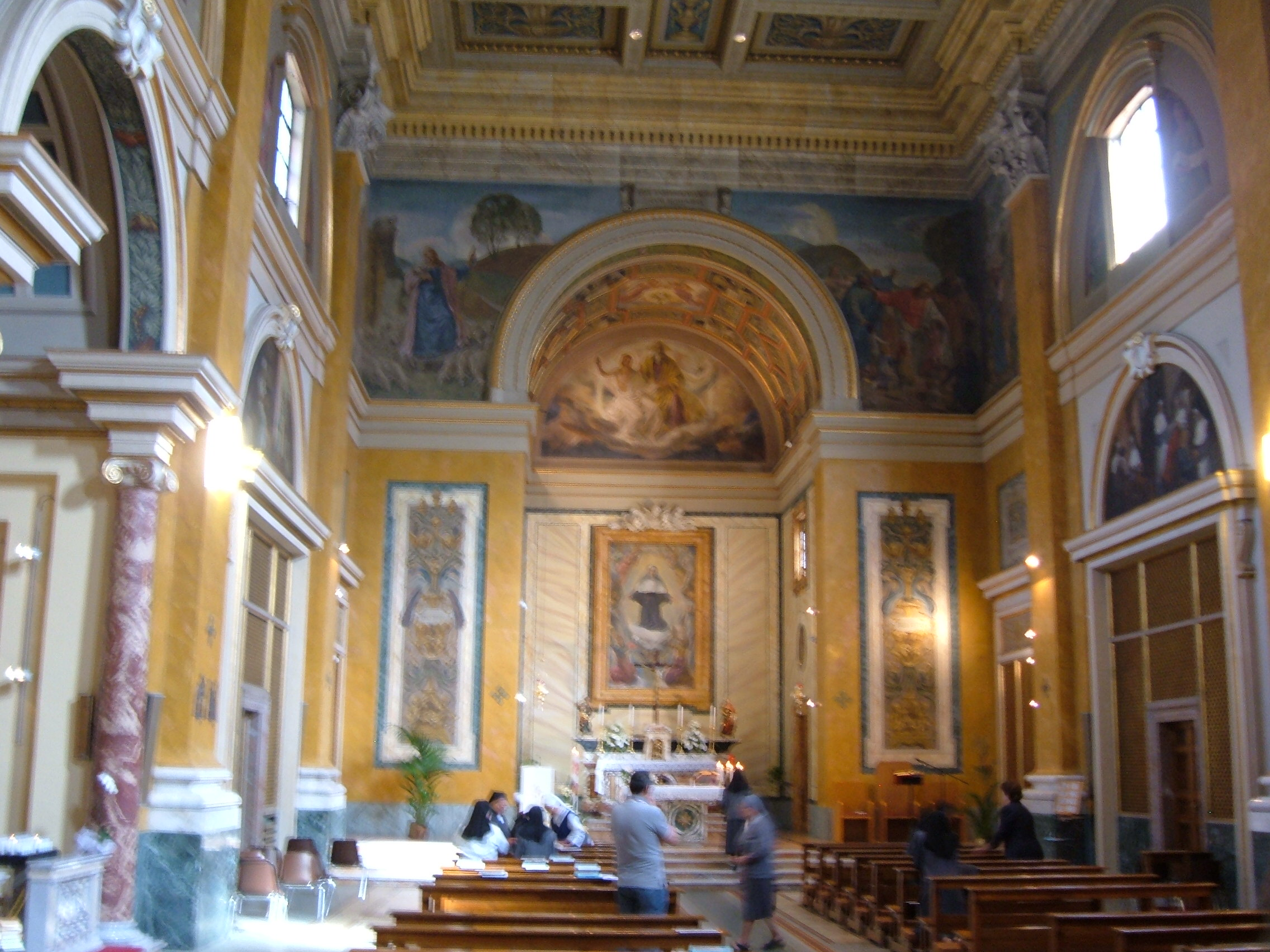
Interno

La chiesa di Santa Giovanna Antida Thouret si presenta come un edificio in stile neobarocco.
Esternamente, essa presenta un paramento murario in mattoncini ed è caratterizzata dalla facciata, che dà sulla Circonvallazione Clodia. Il portale è preceduto da una scalinata a due rampe simmetriche ed è decorato da una cornice marmorea con timpano semicircolare; al di sopra di esso si apre una finestra rettangolare, sormontato dallo stemma marmoreo delle Suore della Carità di Santa Giovanna Antida Thouret. La facciata è decorata da due coppie di lesene corinzie lisce che idealmente sorreggono il timpano triangolare di coronamento, terminante in alto con una piccola croce in ferro.
L'interno della chiesa si articola in una navata unica rettangolare coperta con soffitto a cassettoni ligneo dipinto policromo, ed è riccamente decorato con intarsi di marmi policromi, stucchi ed affreschi. A metà della navata si apre sulla sinistra una cappella laterale dedicata alla Madonna, mentre in fondo alla stessa vi è l'abside, a pianta quadrangolare, incorniciata da un affresco raffigurante a sinistra Gesù Buon Pastore e a destra Gesù e i fanciulli. L'altare maggiore è sormontato da una tela raffigurante Santa Giovanna Antida e da una lunetta affrescata con la Trinità.
Nella chiesa si trova l'organo a canne Mascioni opus 874, costruito nel 1966, dotato di 15 registri su due manuali e pedale.